# Serrat del Rata

El Serrat del Rata, respecte del terme d'Abella de la Conca

El serrat del Rata és un serrat del terme municipal d'Abella de la Conca, a la comarca del Pallars Jussà.
Està situat al nord-est de la vila d'Abella de la Conca, a llevant de la Mata, al nord de Pedrafita, al nord-est de l'Estimat del Crispí i al sud-oest de l'Estimat de Miquela. És al vessant meridional de la serra de Carreu, al sud-est de la Tàpia i al sud-oest de l'Espluga del Perdiu.